# Султанова, Алияхан
Алияха́н Султанова, другой вариант имени — Алияхо́н (узб. Oliyaxon Sultonova; 1919 год, Ташкент, Туркестанская АССР — неизвестно, Узбекская ССР) — звеньевая колхоза имени Кирова Бувайдинского района Ферганской области, Узбекская ССР. Герой Социалистического Труда (1951). Лауреат Сталинской премии (1952).

## Биография
После окончания неполной средней школы обучалась на рабфаке в Фергане. С 1933 по 1935 года — учительница начальных классов в колхозе имени Кирова (бывший колхоз «Ленинград») Бувайдинского района. С 1946 года трудилась рядовой колхозницей, с 1952 года — звеньевой шелководческого звена в этом же колхозе. Бригада Алияхан Султановой занималась выращиванием тутового шелкопряда. С 1953 года член ВКП(б).
В 1948 году звено под её руководством за 24 рабочих дня вырастила с каждой коробки в среднем по 109 килограмм коконов шелкопряда, в 1949 году — в среднем по 113,4 килограмма коконов с каждой коробки за 22 рабочих дня и в 1950 году — в среднем по 124,6 килограмма коконов за 19 рабочих дней. Указом Президиума Верховного Совета СССР от 3 ноября 1951 года удостоена звания Героя Социалистического Труда с вручением ордена Ленина и золотой медали «Серп и Молот».
В 1952 году была награждена Сталинской премией III степени в категории «За выдающиеся изобретения и коренные усовершенствования методов производственной работы» за «коренное усовершенствование выкормки тутового шелкопряда».
Участвовала в работе 3-го съезда колхозников.
Проработала в колхозе до 1972 года. Дальнейшая судьба не известна. Дата смерти не установлена.
Награды
- Герой Социалистического Труда
- Орден Ленина
- Орден «Знак Почёта» — дважды